# Syntomodrillia vitrea
Syntomodrillia vitrea é uma espécie de gastrópode do gênero Syntomodrillia, pertencente a família Drilliidae.